# یواس‌اس بلاند (ای‌پی‌ای-۱۳۴)
یواس‌اس بلاند (ای‌پی‌ای-۱۳۴) (به انگلیسی: USS Bland (APA-134)) یک کشتی بود که طول آن ۴۵۵ فوت ۰ اینچ (۱۳۸٫۶۸ متر) بود. این کشتی در سال ۱۹۴۴ ساخته شد.